# Spirembolus
Spirembolus is een geslacht van spinnen uit de familie hangmatspinnen (Linyphiidae).

## Soorten
De volgende soorten zijn bij het geslacht ingedeeld:
- Spirembolus abnormis Millidge, 1980
- Spirembolus approximatus (Chamberlin, 1949)
- Spirembolus bilobatus (Chamberlin & Ivie, 1945)
- Spirembolus cheronus Chamberlin, 1949
- Spirembolus chilkatensis (Chamberlin & Ivie, 1947)
- Spirembolus demonologicus (Crosby, 1925)
- Spirembolus dispar Millidge, 1980
- Spirembolus elevatus Millidge, 1980
- Spirembolus erratus Millidge, 1980
- Spirembolus falcatus Millidge, 1980
- Spirembolus fasciatus (Banks, 1904)
- Spirembolus fuscus Millidge, 1980
- Spirembolus hibernus Millidge, 1980
- Spirembolus humilis Millidge, 1980
- Spirembolus latebricola Millidge, 1980
- Spirembolus levis Millidge, 1980
- Spirembolus maderus Chamberlin, 1949
- Spirembolus mendax Millidge, 1980
- Spirembolus mirus Millidge, 1980
- Spirembolus monicus (Chamberlin, 1949)
- Spirembolus monticolens (Chamberlin, 1919)
- Spirembolus montivagus Millidge, 1980
- Spirembolus mundus Chamberlin & Ivie, 1933
- Spirembolus novellus Millidge, 1980
- Spirembolus oreinoides Chamberlin, 1949
- Spirembolus pachygnathus Chamberlin & Ivie, 1935
- Spirembolus pallidus Chamberlin & Ivie, 1935
- Spirembolus perjucundus Crosby, 1925
- Spirembolus phylax Chamberlin & Ivie, 1935
- Spirembolus praelongus Millidge, 1980
- Spirembolus prominens Millidge, 1980
- Spirembolus proximus Millidge, 1980
- Spirembolus pusillus Millidge, 1980
- Spirembolus redondo (Chamberlin & Ivie, 1945)
- Spirembolus spirotubus (Banks, 1895)
- Spirembolus synopticus Crosby, 1925
- Spirembolus tiogensis Millidge, 1980
- Spirembolus tortuosus (Crosby, 1925)
- Spirembolus vallicolens Chamberlin, 1920
- Spirembolus venustus Millidge, 1980
- Spirembolus whitneyanus Chamberlin & Ivie, 1935